# President de Malawi
El President de Malawi  és el Cap d'Estat i cap de govern de Malawi. El càrrec fou creat en 1966.
| Nom                   | Imatge             | Inici del govern    | Fi del govern      |
| --------------------- | ------------------ | ------------------- | ------------------ |
| Hastings Kamuzu Banda | Sense imatge       | 6 de juliol de 1966 | 21 de maig de 1994 |
| Bakili Muluzi         |                    | 21 de maig de 1994  | 20 de maig de 2004 |
| Bingu wa Mutharika    | Bingu Wa Mutharika | 21 de maig de 2004  | 6 d'abril de 2012  |
| Joyce Banda           | Sense imatge       | 7 d'abril de 2012   | 31 de maig de 2014 |
| Peter Mutharika       | Sense imatge       | 31 de maig de 2014  | 2020               |
| Lazarus Chakwera      | Sense imatge       | 28 de juny de 2020  | Actualitat         |